# Retrato de Lucrezia Valier
Retrato de Lucrezia Valier o Retrato de una dama noble como Lucrecia (en italiano, Ritratto di gentildonna nelle vesti di Lucrezia) es una pintura del artista renacentista italiano Lorenzo Lotto, que data de 1533. Es una pintura al óleo sobre tela con unas dimensiones de 959 centímetros de alto y 110 cm de ancho. Se conserva en la National Gallery de Londres, Reino Unido, donde se exhibe con el título en inglés de Portrait of a Woman inspired by Lucretia. Fue comprada con contribuciones de la familia Benson y el Art Fund en 1927.
Lucrecia, dama romana, se suicidó clavándose un puñal en el pecho después de haber sido violada por Sexto Tarquinio, hijo del rey de Roma. Esta figura ha sido símbolo tradicional de pureza dentro de la pintura de los siglos XVI y XVII. Además, tenía un significado político, dado que en esta historia está el origen de la expulsión de la monarquía y la fundación de la república romana.
Lorenzo Lotto representa aquí a una dama desconocida, en figura de tres cuartos. Es posible que ella misma se llame Lucrecia, dado que señala al dibujo que sostiene con su mano izquierda, en el que aparece Lucrecia desnuda, clavándose el puñal que le dará muerte. Se ha indicado la posibilidad de que se trate de un regalo de bodas.
Viste lujosas ropas en tonos verdes y rojo anaranjado. Lleva joyas, de las que destaca la preciosa alhaja que cuelga de la cadena, un collar de oro, rubíes y perlas. Lleva un tocado de rizos falsos pintado con todo detalle.
Encima de la mesa puede leerse una inscripción en latín: NEC VLLA IMPVDICA LU/CRETIAE EXEMPLO VIVET, esto es, «Siguiendo el ejemplo de Lucrecia, que ninguna mujer sobreviva a su deshonra». Es una cita de la Historia de Roma de Tito Livio (1, 58). Delante de este papel hay un ramillete de claveles, lo que, junto al anillo de boda que tiene, contribuiría a la idea de que la muchacha va a contraer matrimonio.
El rostro recuerda a las obras de Giorgione. El colorido de la pintura está influido por la obra de Tiziano, con el contraste entre los hombros blancos y el intenso colorido de las ropas. Lotto consigue captar los reflejos de la joya que lleva la joven de tal manera que no tiene parangón en la escuela veneciana del siglo XVI.
La figura está situada en un interior sin más detalle. Se intuye la presencia de una ventana en la parte derecha que deja entrar la luz que cae directamente sobre el rostro y el pecho de la mujer.